# Eparchia kałaczińska
Eparchia kałaczińska – jedna z eparchii Rosyjskiego Kościoła Prawosławnego, z siedzibą w Kałaczinsku. Wchodzi w skład metropolii omskiej. 
Eparchia powstała na mocy decyzji Świętego Synodu Rosyjskiego Kościoła Prawosławnego z 7 czerwca 2012 poprzez wydzielenie z eparchii omskiej. 

## Biskupi kałaczińscy
- Piotr (Mansurow), 2012-2023[2]
- Sylwan (Głazkin), od 2024[3]